# 955

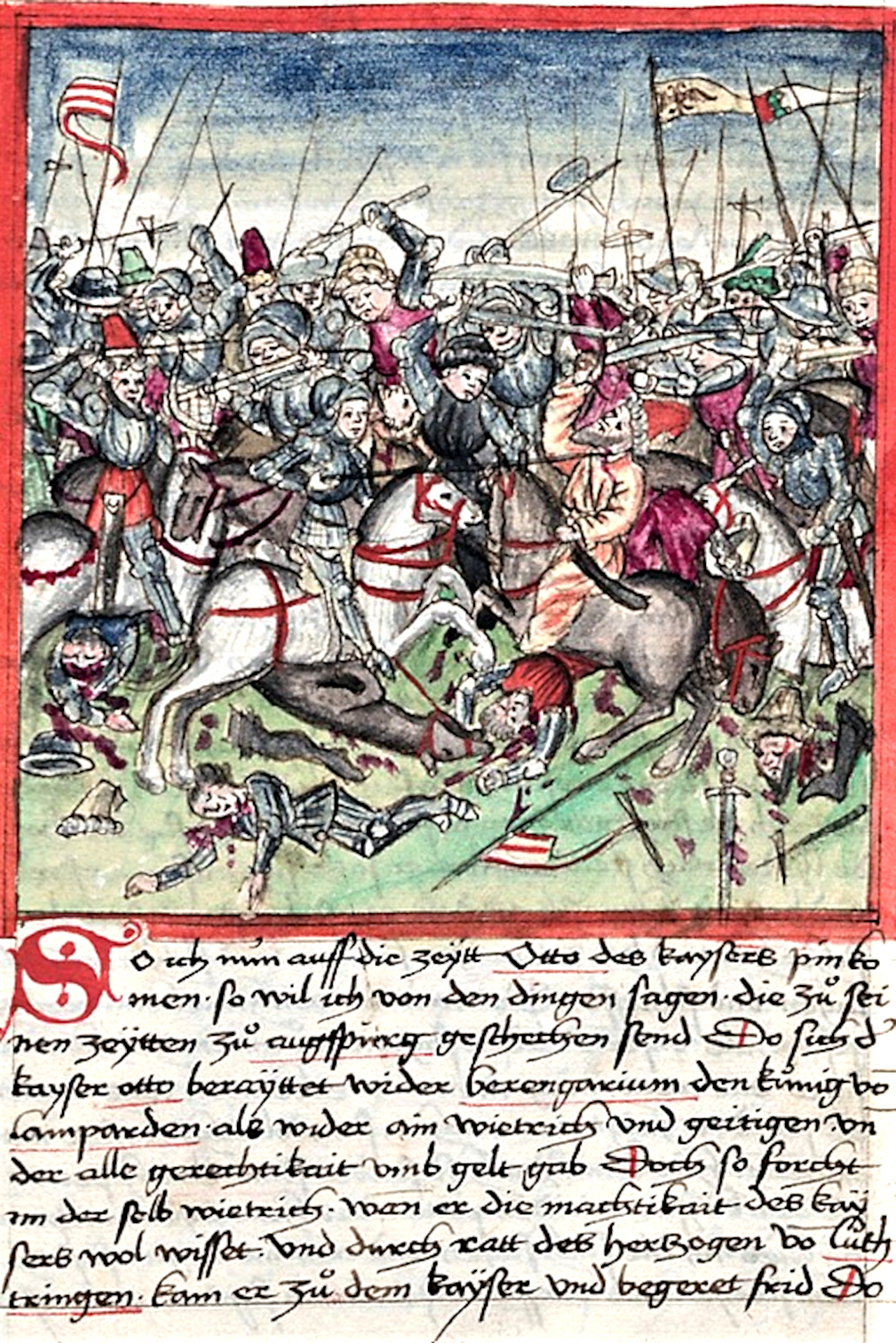
Slag op het Lechveld, een afbeelding van Sigmund Meisterlin's codex (1457)

Het jaar 955 is het 55e jaar in de 10e eeuw volgens de christelijke jaartelling.

## Gebeurtenissen

### Europa
- 10 augustus - Slag op het Lechveld: Koning Otto I ("de Grote") verslaat de Hongaren in de buurt van Augsburg in Zuid-Duitsland. Tijdens de veldslag, Otto's leger (ongeveer 8.000 man) voornamelijk bestaande uit zware cavalerie, overweldigt de terugkerende Hongaren langs de rivier de Lech, terwijl ze beladen zijn met een flinke roofbuit. De Duitse verliezen zijn zwaar, waaronder Koenraad de Rode en vele andere edelen. Dit betekent het einde van de Hongaarse plundertochten in West-Europa.[1]
- Belegering van Poitiers: Hertog Hugo de Grote belegert de versterkte stad Poitiers en dwingt Willem III tevergeefs na hardnekkige weerstand van twee maanden zijn suprematie te erkennen. Hugo wordt gedwongen ten gevolge van gebrek aan voedsel de belegering op te geven. Hierop, verzameld Willem een klein leger en achtervolgt het Frankische leger. In een schermutseling, weet Hugo hem te verslaan en Willem lijdt een bloedige nederlaag. Hugo neemt het hertogdom van Aquitanië over.[2]
- 1 november - Hendrik I, hertog van Beieren, overlijdt na een zware ziekte. Hij wordt opgevolgd door zijn 4-jarige zoon Hendrik II, wegens zijn jonge leeftijd wordt zijn moeder Judith van Beieren als regentes aangesteld.[3]

### Engeland
- 23 november - Koning Edred overlijdt in Frome kinderloos na een regeerperiode van 9 jaar. Hij wordt opgevolgd door zijn 14-jarige neef Edwy ("the All-Fair") als heerser van England.[4]

### Religie
- Olga van Kiev ("de Heilige"), grootvorstin en regentes van het Kievse Rijk, laat zich in Constantinopel dopen als Helena en bekeert tot het Oosters-orthodoxe geloof.[5]
- 8 november - Paus Agapitus II overlijdt na een pontificaat van 9 jaar. Hij is opgevolgd door Johannes XII als de 130e paus van de Katholieke Kerk.
- Eerste schriftelijke vermelding van Matrei am Brenner gelegen in de huidige Oostenrijkse deelstaat Tirol.

## Geboren
- Otto II, keizer van het Heilige Roomse Rijk (overleden 983)

## Overleden
- 10 augustus - Koenraad de Rode, hertog van Lotharingen (r. 944 - 953)
- 1 november - Hendrik I, hertog van Lotharingen en Beieren (r. 948 - 955)
- 8 november - Agapitus II, paus van de Katholieke Kerk (r. 946 - 955)
- 23 november - Edred, koning van Engeland (r. 946 - 955)
- Fajsz (of Falicsi), grootvorst van Hongarije (r. 948 - 955)